# Немошкаленко, Владимир Владимирович
Владимир Владимирович Немошкаленко (26 марта 1933, Сталинград — 25 июня 2002, Киев) — украинский учёный в области спектроскопии твёрдого тела и электронной структуры вещества, доктор физико-математических наук, профессор, академик НАН Украины, директор Института металлофизики НАН Украины, основатель научной школы спектроскопии твёрдого тела в ИМФ НАНУ.

## Биография
Родился 26 марта 1933 года в Сталинграде (ныне Волгоград, Россия) в семье военнослужащего (родители: Владимир Никонович и Раиса Михайловна Немошкаленко). В 1951 году с серебряной медалью окончил среднюю школу № 8 Чернигове. В том же году поступил на инженерно-физический факультет Киевского политехнического института, который с отличием окончил в 1956 году. Был направлен на работу в Институт металлофизики АН УССР, где начал свою трудовую деятельность 26 июня 1956 года.
В 1956—1959 годах — инженер, младший научный сотрудник. В 1960—1963 годах — учёный секретарь Отделения физико-математических наук АН УССР. В 1961 году защитил кандидатскую диссертацию (тема: «Рентгеноспектральное исследование электронной структуры элементов переходной группы железа и сплавов на их основе», под научным руководством Н. Д. Борисова) и в 1962 году был удостоен учёной степени кандидата физико-математических наук. С 1963 года — заведующий лабораторией спектроскопии твердого тела; заместитель Главного учёного секретаря президиума АН УССР.
В 1963—1967 годах — заместитель начальника научно-организационного отдела президиума АН УССР.
С 1967 года — заместитель директора по научной работе Института металлофизики. В 1967—1971 годах — начальник научно-организационного отдела президиума АН УССР. 13 ноября 1970 года защитил докторскую диссертацию. С 1971 года — заведующий отделом рентгеноспектральных исследований Института металлофизики. С 24 ноября 1971 года — профессор по специальности «Физика твёрдого тела». С 1973 года — первый заместитель директора Института металлофизики по научной работе. 27 декабря 1973 года стал членом-корреспондентом АН УССР; 1 апреля 1982 года избран академиком АН УССР. В 1989—2002 годах — директор Института металлофизики. Был членом КПСС.
Жил в Киеве на улице Челюскинцев (ныне Костёльная), 15, квартира 1. Умер 25 июня 2002 года. Похоронен в Киеве на Байковом кладбище (участок № 52а).

## Научная и общественная деятельность
Исследования посвящены физике твёрдого тела и рентгеновской спектроскопии. Комплексное использование развитых им спектральных методов в сочетании с широким применением методов вычислительной физики существенно развило представление о зонной структуре реальных твёрдых тел, особенно переходных металлов, их сплавов и соединений.
Одним из первых исследовал изменения в электронной структуре твёрдых тел при переходе кристалл — аморфное состояние, обнаружил восстановленные формы титана и кремния в лунном реголите.
Соавтор открытия неокисления ультрадисперсных форм простых веществ на поверхности космических тел.
Был главным редактором журналов «Металлофизика и новейшие технологии» и «Успехи физики металлов».
Создатель научной школы спектроскопии твёрдого тела. Под его научным руководством защищено 76 кандидатских диссертаций, 12 его учеников стали докторами наук, 4 достигли звания члена-корреспондента НАН Украины (В. Н. Антонов, Б. Н. Остафийчук, В. Н. Уваров, А. А. Кордюк), 1 — академик НАН Украины (А. П. Шпак).
Автор и соавтор 868 работ в научных журналах, 1 открытия, 24 патентов Украины, 1 патента ГДР, 30 авторских свидетельств СССР, 13 монографий, 2 томов избранных трудов. 

## Награды
Лауреат:
- Премии АН УССР имени К. Д. Синельникова (1977; за цикл работ «Электронные свойства реальных металлов и сплавов»)
- Государственной премии Украинской ССР в области науки и техники (1980; за исследование элементарных возбуждений в металлах методами рентгеновской, микроконтактной, туннельной, ультразвуковой и магнитной спектроскопии);
- Государственной премии СССР (1985, за разработку метода фотоэлектронной спектроскопии и его применение в науке и технике);
- Государственной премии РСФСР в области науки и техники (1989; за разработку теории, методов и приборов для рентгеноспектральных исследований химической связи);
- Государственной премии Украины в области науки и техники (1992; исследования закономерностей образования метастабильных аморфных и микрокристаллических структур при закалке металлических сплавов из жидкого состояния, которые нашли широкое применение при разработке современных технологий);
- Премии имени Н. П. Барабашова (1992; за цикл работ «Физико-химические особенности вещества с Луны»);
- Премии имени Г. В. Курдюмова.

Награждён орденами «Знак Почёта» (1971), Трудового Красного Знамени (1981), князя Ярослава Мудрого V степени (1997), медалями «За доблестный труд в ознаменование 100-летия со дня рождения Владимира Ильича Ленина» (1970), «В память 1500-летия Киева» (1982), «Ветеран труда» (1984).
Награждён Почётной грамотой Президиума Верховного Совета Украинской ССР (1983). Удостоен Диплома Почёта ВДНХ СССР «за успехи в экономическом и социальном развитии Украинской ССР» (1985). Заслуженный деятель науки и техники Украины (1991). Удостоен звания Почётного Профессора Национального технического университета Украины «НТУ-КПИ».

## Память
В Киеве, на фасаде здания Института металлофизики имени Г. В. Курдюмова НАН Украины, по адресу бульвар Академика Вернадского, 36, где в 1956—2002 годах работал академик, ему установлена бронзовая мемориальная доска (барельеф). Основана серия международных конференций «Электронная структура и электронная спектроскопия» (ES&ES), первая из которых была посвящена академику В. В. Немошкаленко.